# Tamassint
Tamassint, auch Tamasint, (arabisch تاماسينت, Tarifit ⵜⴰⵎⴰⵙⵉⵏⵜ) ist ein Ort mit knapp 2000 Einwohnern der Imazighen in der Provinz Al Hoceïma in der Region Tanger-Tétouan-Al Hoceïma im Norden Marokkos. Die Tamassinter sind ein Berbervolk der Rif-Region und nennen sich selbst ait walyarel. Sie haben einen sehr traditionell geprägten Lebensstil und werden als Befreier von der Spanischen Besatzung in der Kolonialherrschaft unter ihrem ehemaligen Anführer Abd el-Krim geehrt.

## Lage und Klima
Der etwa 300 m hoch gelegene Ort Tamassint ist etwa 30 km in südlicher Richtung von der nächsten Provinzhauptstadt Al Hoceïma entfernt. Etwa 3 km westlich des Ortes fließt – zumindest zeitweise – der Oued Rhis (oder Oued Ghis), der östlich von Ajdir ins Mittelmeer mündet. Das Klima ist in hohem Maße vom Mittelmeer geprägt; Regen (ca. 430 mm/Jahr) fällt überwiegend in Winterhalbjahr.

## Bevölkerung
| Jahr      | 1994  | 2004 | 2014 | 2024 |
| Einwohner | k. A. | 1788 | 1831 | 1796 |

Die Bevölkerung des Ortes und der Landgemeinde besteht ganz überwiegend aus Rifberbern; man spricht Tarifit und Marokkanisches Arabisch.

## Wirtschaft
Bis zu 25 % der einheimischen Iriffien leben im europäischen Exil wegen des höheren Lebensstandards sowie besserer Entwicklungschancen und persönlicher Freiheiten. Die Infrastruktur der Region um Tamassint gilt als unterentwickelt.

## Sonstiges
Das Gebiet um Tamassint gilt als seismisch aktiv. Im Jahr 2004 gab es ein starkes Erdbeben der Stärke 6,5.